# 애플 TV (2세대)
애플 TV(Apple TV)는 애플이 개발한 셋톱박스이다. 1세대 모델보다 4분의 1로 크기가 줄었으며 3분의 1의 가격에 판매하고 있다. 1세대 모델과 달리 iOS를 탑재하고 있으며 캐시 저장을 위한 8GB의 디스크를 제외하면 저장 공간은 없으며, 컴퓨터의 아이튠즈, 아이폰 등의 다른 iOS 장비에서 영화나 노래등을 AirPlay를 통해 스트리밍으로 재생한다. 미국에서 $99에 판매되고 있으며 대한민국에서는 2012년 현재까지 출시되지 않았다. 또한 iOS를 탑재하여 다른 iOS 장비처럼 탈옥을 할 수 있다. 여기서 탈옥의 목적은 XBMC와 같은 서드파티 응용 프로그램 설치로 시디아는 설치되지 않는다.

## 기능
애플 TV를 HDTV에 연결하여 동영상이나 노래등을 감상할 수 있다. 1세대 모델은 아이튠즈, 플리커, 유튜브, 모바일미 (당시 .Mac)등의 기능만 존재하였고, 2세대 모델에서 넷플릭스 기능이 추가되었다. 두 모델 모두 팟캐스트의 다운로드. 스트리밍 기능을 지원한다. 아래는 2세대 애플 TV의 기능들이다. (애플 TV용 iOS 4.4 기준)
- 컴퓨터의 아이튠즈 보관함과 연동하여 컨텐츠 감상 가능
- 플리커, 아이클라우드, 모바일미의 사진 감상 가능
- 유튜브, 비메오의 동영상 감상 가능
- 아이클라우드 (iCloud)
  - 아이튠즈 매치
  - 사진 스트림
- 넷플릭스 (Netflix) 스트리밍
- NBA TV, MLB.tv 구독

### 지원 포맷
비디오
- H.264 비디오, 최대 720p, 초당 30프레임, Main Profile level 3.1 (최대 160Kbps의 AAC-LC 오디오), 48 kHz, m4v, .mp4, .mov 파일 포맷의 스테레오 오디오.
- MPEG-4 비디오, 최대 2.5Mbps, 640x480 픽셀, 초당 30프레임, Simple Profile (채널당 최대 160Kbps의 AAC-LC 오디오), 48 kHz, .m4v, .mp4, .mov 파일 포맷의 스테레오 오디오.
- Motion JPEG (M-JPEG), 최대 35Mbps, 1280×720 픽셀, 초당 30프레임, ulaw 오디오, .avi파일 포맷의 PCM 스테레오 오디오.

오디오
- HE-AAC (V1)
- AAC (16 ~ 320Kbps)
- 복사 방지된 AAC (iTunes Store)
- MP3 (16 ~ 320Kbps)
- MP3 VBR
- Audible (포맷 2, 3, 4)
- 애플 무손실
- AIFF
- WAV; Dolby Digital 5.1 surround sound pass-through

사진
- JPEG
- GIF
- TIFF

## 기본 사양
- 가로 98mm, 세로 98mm, 높이 23mm
- 무게 0.27kg
- 애플 A4 프로세서
- iOS 5.1 (2012년 기준)

### 요구 사항
- 802.11 a/b/g/n Wi-Fi 무선 네트워크 (무선 비디오 스트리밍에 필요) 또는 10/100BASE-T 이더넷 네트워크
- 영화, TV 쇼 렌털, 구매를 위한 아이튠즈 스토어 계정 (대한민국 해당 없음)
- 넷플릭스 컨텐츠 이용을 위한 넷플릭스 계정 (대한민국 해당 없음)
- MLB.tv, NBA TV 생방송, 경기 관람을 위한 MLB.tv 구독권 및 NBA 리그 패스 브로드밴드 구독권 (대한민국 해당 없음)
- 맥 또는 PC에서 스트리밍을 위한 아이튠즈 10.2 또는 그 이후 버전, 홈 공유 기능을 위한 아이튠즈 스토어 계정